# Jean Joseph Pierre Vigoureux
Pour les articles homonymes, voir Vigoureux.
Jean Joseph Pierre Vigoureux est un ingénieur des ponts et chaussées né à Paris le 23 mars 1784, et mort dans la même ville le 19 mars 1857 .

## Biographie
Il est entré à l'École polytechnique le 22 novembre 1801 et en est sorti le 23 novembre 1803. Dans cette période il a été envoyé au camp de Boulogne avec d'autres élèves de l'école. Il n'est resté qu'un an à l'École des ponts et chaussées avant d'être attaché au secrétariat du Conseil général des ponts et chaussées, sous les ordres de Louis Bruyère. Il a été le premier élève de l'école à qui on ait confié cette mission.
Il est nommé aspirant en 1806 et ingénieur de 2e classe en 1807. Il est chargé de reconstruire cinq arches du pont de Saint-Cloud et de préparer le projet du pont de Sèvres. Sa construction a débuté en 1808 et s'est achevée en 1810.
Entre 1819 et 1824, il est chargé de l'arrondissement nord du département de la Seine.
Nommé ingénieur en chef de 2e classe, il est chargé de la direction des travaux du canal latéral à la Loire dans le département de la Nièvre. Il a eu à construire deux ponts-canaux, l'un sur la Loire, le pont-canal de Digoin, l'autre sur l'Allier, le pont-canal du Guétin. Il a été secondé sur ces travaux par Adolphe Jullien.
Il a été nommé ingénieur en chef directeur en 1838. Il a terminé le canal et a étudié l'amélioration de la navigation de la Loire et de l'Allier.
Il est entré au conseil des ponts et chaussées en 1842, inspecteur général des ponts et chaussées, et a fait valoir ses droits à la retraite en 1849.

## Distinctions
- Officier de la Légion d'honneur, en 1844[1].

## Famille
Jean Joseph Pierre Vigoureux s'est marié en 1818 avec Étiennette Jeanne Bruyère (1800-1877), fille de Louis Bruyère dont il a eu un enfant : Eugène Vigoureux (1826-1864).